# Фритюр
Фритю́р (фр. friture — жаренье) — метод приготовления продуктов в большом количестве пищевого жира, нагретого до 130—180 °C. В отличие от обычного жарения, обрабатываемый продукт погружается в масло полностью, для чего количество масла должно превышать количество продукта в несколько раз (примерно в 4 по весу). Фритюром называется и сам жир, предназначенный для этого метода.
Примеры блюд, изготавливаемых во фритюре: картофель фри, котлета по-киевски, пончики, чак-чак.

## История
Метод приготовления продуктов путём обжаривания в раскалённом масле или жире известен издавна. Ещё в Древнем Риме некоторые блюда из теста обжаривались в масле. В Китае с древности известны блюда из мяса и овощей, приготавливаемые способом, очень похожим на современный фритюр. Японцы научились жарить во фритюре у своих торговых партнёров — португальцев, поэтому в японской кухне этот способ приготовления называется «тэмпура» — по названию, заимствованному из португальского языка.
В России метод приготовления во фритюре был заимствован из французской кухни в XIX веке. До него, с конца XV — начала XVI века, применялся метод пряжения, когда продукт обжаривался в масле слоем 1—2 см.

## Состав
Фритюр может быть приготовлен из многих видов жиров. В частности, для него применяются:
- растительное масло, предпочтительно рафинированное, так как нежировые примеси окисляются при жарке, что влияет на вкус и безопасность продукта для здоровья. Можно использовать рафинированное оливковое, арахисовое, кукурузное, хлопковое, соевое, пальмовое, подсолнечное и другие масла. Однако масла, богатые полиненасыщенными жирными кислотами, менее стабильны при длительной жарке и легче окисляются, поэтому, например, кукурузное масло больше подходит для фритюра, чем соевое или канола[5]. Не стоит использовать нерафинированные масла и те, которые ценны своим ароматом или вкусом, например, масла первого отжима, так как именно ароматические вещества и являются в данном случае загрязнителями фритюра и такие масла уместнее использовать, например, в качестве заправок для салата;
- животный жир (свиное, говяжье или баранье нутряное сало);
- жир домашней птицы;
- Куриные крылья во фритюретоплёное масло — применяется очень ограниченно, так как его нельзя сильно нагревать, а слабо нагретое масло активно проникает в обжариваемые продукты.

Не подходят для фритюра сливочное масло и сливочные маргарины, поскольку их температура горения гораздо ниже (170—180 °C), чем растительных жиров, и они пригорают.
Конкретный состав фритюра зависит от кулинарной традиции и характера продуктов, которые предполагается готовить. В чистом растительном масле можно обжаривать практически любые продукты; овощи и несладкую выпечку жарят в смеси растительного масла с говяжьим жиром; сладкую выпечку — в смеси растительного масла со свиным жиром.
Стоит, однако, осторожно подходить к практике смешивания различных жиров, ввиду того, что каждый жир имеет свою температуру горения и возможна такая смесь, при которой фритюр будет гореть, несмотря на то, что жир ещё не прогрет до температуры, пригодной для жарки.
В азиатской кухне широко применяется бараний жир. Жир домашней птицы может применяться для обжаривания этой же птицы. В некоторых рецептах рекомендуется добавлять во фритюр небольшое количество водки или бренди, чтобы обжаренный во фритюре продукт не сохранил запаха и привкуса жира. Возможна ароматизация фритюра кореньями, яблоками, айвой. Такой фритюр после разогревания процеживают.

## Посуда
Жарка во фритюре производится в глубокой посуде с толстыми стенками, такой как казан, сотейник, глубокая чугунная сковорода. Количество фритюра должно быть достаточным, чтобы полностью погрузить в него куски обжариваемых продуктов. Возможно обжаривание несколько меньшим количеством жира (обжариваемые куски должны погружаться во фритюр не менее чем на 2/3), но в этом случае несколько сложнее сам процесс приготовления — требуется вовремя переворачивать продукты, чтобы обжаривание было равномерным со всех сторон.
Для удобного обжаривания большого количества мелких кусочков (например, картофель фри или хворост) может применяться металлическая сетчатая ёмкость, помещаемая внутрь посуды с фритюром; она заполняется обжариваемыми продуктами и целиком опускается во фритюр, а после обжаривания целиком извлекается оттуда. Помимо удобства это даёт одинаковое время пребывания всех кусочков продукта во фритюре и, соответственно, равномерное обжаривание.
В продаже имеются многочисленные модели бытовых фритюрниц — электроприборов для приготовления продуктов во фритюре.

## Порядок приготовления
Для приготовления берётся фритюра не менее чем в 4 раза больше по массе, чем однократно приготовляемых продуктов. Фритюр прогревается до появления едва заметного белого дымка и прокаливается при этой температуре 10—20 минут. Прокаливание необходимо, чтобы очистить жир от остатков белков. Рафинированное растительное масло прокаливать необязательно. Прокаленный фритюр прозрачен (он может сохранять цвет, но не должен быть мутным). Температура жарки во фритюре составляет обычно 130—190 °C. Фритюр средней температуры (до 140—150 °C) применяется для обжаривания овощей, сырых или в кляре, в горячем фритюре (150—170 °C) жарятся предварительно отваренные рыба и мясо, ещё более высокая температура нужна для жарки изделий из теста. Температура фритюра принципиально важна для получения желаемого результата: если фритюр недостаточно разогрет, жир глубоко пропитывает продукт, что обычно нежелательно, а слишком горячий фритюр приводит к быстрому образованию румяной корочки, под которой продукт остаётся сырым или полуготовым, а при дальнейшем обжаривании корочка начинает подгорать. Впрочем, быстрое образование корочки без прогревания самого продукта в некоторых случаях может быть желательным (когда обжариваются уже готовые или не требующие прожаривания продукты), что приводит к парадоксальному, на первый взгляд, принципу: чем меньше требуется нагреть обжариваемый продукт, тем горячее должен быть фритюр.
Визуально температуру фритюра можно определить, поместив в него маленький кусочек теста: если вокруг него не наблюдается характерного «кипения», то фритюр ещё слишком холодный, появление редких пузырьков говорит о средней температуре, активное кипение имеет место, когда фритюр горячий, при максимальной температуре начинает появляться характерный запах подгорающего теста.
Продукты перед обжариванием обычно нарезают либо иным образом формуют с таким расчётом, чтобы толщина куска не превышала 1—2 см (в противном случае за то время, пока происходит обжарка куска снаружи, внутренняя часть не успеет достаточно прогреться). Исключение составляют полуприготовленные (например, предварительно отваренные) продукты, которым требуется только обжарка, либо продукты, которые после обжарки предполагается дополнительно доводить до готовности, например, в духовке. Рыбу, мясо, овощи, предназначенные для обжаривания, чаще всего предварительно погружают в кляр. Изделия из теста и картофель жарят «как есть». По многим рецептам в кляр или тесто добавляется небольшое количество бренди, водки или просто спирта, чтобы устранить привкус жира.
Подготовленные куски продукта помещаются во фритюр целиком, достаточно свободно, чтобы жир окружал их со всех сторон, и обжариваются там короткое время (в зависимости от рецепта, от 1—2 до 10—12 минут), до образования равномерной золотистой корочки.
После извлечения из фритюра продукты на какое-то время оставляют на металлической решётке, чтобы стёк жир, или выкладывают на тканевые или бумажные салфетки, чтобы те впитали оставшиеся на поверхности излишки жира. После этого продукты подаются к столу.

## Химические превращения масла при жарке
В процессе жарки растительное масло подвергается химическим модификациям: гидролизу, окислению и полимеризации. Тип масла, присутствие антиоксидантов, время и температура жарки влияют на скорость протекания этих процессов.
Вода из продуктов, которые обжаривают в масле, может атаковать сложноэфирные связи в молекулах триглицеридов и гидролизовать их с образованием ди- и моноглицеридов, свободных жирных кислот и глицерина. Количество свободных жирных кислот в масле растёт со временем жарки и используется для контроля за его качеством.
При жарке масло подвергается термическому окислению кислородом воздуха, которое обычно протекает быстрее, чем гидролиз. Процесс протекает по свободнорадикальному механизму. Для инициации реакции необходим переход молекулы масла в свободнорадикальное состояние, образование алкил- или алкенил-радикала : чаще всего это происходит в результате отщепления атома водорода по самой слабой связи C-H. В молекулах ненасыщенных жирных кислот самые слабые связи C-H у атомов углерода, находящихся в α-положении по отношению к двойной связи, если в молекуле более одной двойной связи, то энергия C-H связей прилежащих к ним атомов понижается ещё больше. При формировании радикала может происходить перераспределение двойных связей в молекуле, причём новые связи имеют трансконформацию. В молекулах насыщенных жирных кислот самыми слабыми являются C-H-связи атомов углерода, находящихся в α-положении по отношению к карбоксильной группе. Сформировавшиеся алкил-радикалы взаимодействуют с кислородом воздуха — запускается свободнорадикальная цепная реакция, в ходе которой образуются разнообразные промежуточные соединения (перокси-радикалы, гидропероксиды и др.). Свобонорадикальные формы могут связываться друг с другом или распадаться с формированием нерадикальных молекул — этот этап реакции называется терминацией.
Присутствие полиненасыщенных жирных кислот делает масло более подверженным окислению: кукурузное масло более стабильно при жарке, чем соевое, которое содержит в несколько раз больше остатков линоленовой кислоты. Напротив, присутствие антиоксидантов защищает масло от быстрого окисления. Так, кунжутное масло содержит лигнаны (сезамол, сезамин, сезамолин), которые не разрушаются при высоких температурах и вносят вклад в высокую стабильность этого масла при жарке.
Продукты окисления масла, формирующиеся на стадии терминации, представлены летучими и нелетучими соединениями. Летучие соединения (альдегиды, кетоны, карбоновые кислоты, короткие алканы и алкены) отвечают за особый аромат продуктов, обжаренных во фритюре. Большинство таких соединений происходит из линолевой кислоты и включает диенали, алкенали, лактоны и циклические соединения. В зависимости от типа используемого масла формирующийся аромат можно описать как фруктовый, ореховый, масляный или рыбный. За рыбный запах отвечают продукты окисления линоленовой кислоты. Однако при жарке во фритюре образуется некоторое количество летучих веществ, которые не вносят положительного вклада в аромат блюда и являются токсичными для человека: 1,4-диоксин, бензол, толуол и гексилбензол.
Нелетучие соединения составляют подавляющее большинство продуктов деградации масла, среди них выделяют полярные молекулы, ди- и полимеры триглицеридов. Количество циклических соединений относительно невелико. Концентрация перечисленных веществ растёт со временем жарки. Они ускоряют дальнейший распад масла, увеличивают его вязкость и образуют пену. Полимеры молекул масла легко наблюдать на краях ёмкостей, используемых для жарки: это липкий коричневый осадок, похожий на смолу.

## Приготовление во фритюре и здоровье
Продукты, обжаренные во фритюре, эстетичны на вид и вкусны, из-за этого они довольно популярны. Тем не менее, современная медицина считает, что их неумеренное потребление (как и любой жареной пищи) может наносить вред здоровью, главным образом, из-за высокого содержания жиров. Важным фактором является соблюдение технологии приготовления, то есть температуры фритюра и времени обработки продуктов. При неправильной (недостаточно высокой для обжариваемых продуктов) температуре фритюра жир из него активно впитывается в продукты, существенно повышая их жирность.
Кроме того, считается[кем?], что при многократном использовании одного и того же фритюра в нём накапливаются канцерогенные вещества. Причиной этого является окисление самих жиров, а также накопление мелких кусочков пережаренной пищи, отделяющихся в процессе приготовления. Старая кулинария допускала использование одного и того же фритюра многократно при условии, что каждый раз после жарки он процеживается. В настоящее время многократное использование фритюра не рекомендуется. Исключение составляет фритюр из чистого оливкового масла, для которого возможно многократное применение, а также фритюр из животного жира, который допускается использовать дважды.
Считается безопасным многократное использование фритюра в специальных аппаратах для жарки во фритюре — фритюрницах и промышленных установках для выпечки (различные пончиковые автоматы и т. п.). Преимуществом таких агрегатов является то, что, в отличие от приготовления на огне, в них фритюр нагревается только до температуры жарки, в результате чего масло не вскипает и процесс окисления идёт значительно медленнее. Также может применяться фильтрация фритюра после использования. В результате всего перечисленного фритюр может использоваться многократно. Для каждого вида аппаратов существуют определённые производителем нормы частоты замены фритюра, и при их соблюдении за пищевую пригодность приготовленных продуктов можно не опасаться.